# Érythrée aux Jeux olympiques d'été de 2012
L'Érythrée participe aux Jeux olympiques d'été de 2012 à Londres (Royaume-Uni), du 27 juillet au 12 août de cette même année, pour la 4e fois lors de Jeux d'été.

## Athlétisme
Les athlètes érythréens ont jusqu'ici atteint les minima de qualification dans les épreuves d'athlétisme suivantes (pour chaque épreuve, un pays peut engager trois athlètes à condition qu'ils aient réussi chacun les minima A de qualification, un seul athlète par nation est inscrit sur la liste de départ si seuls les minima B sont réussis),.

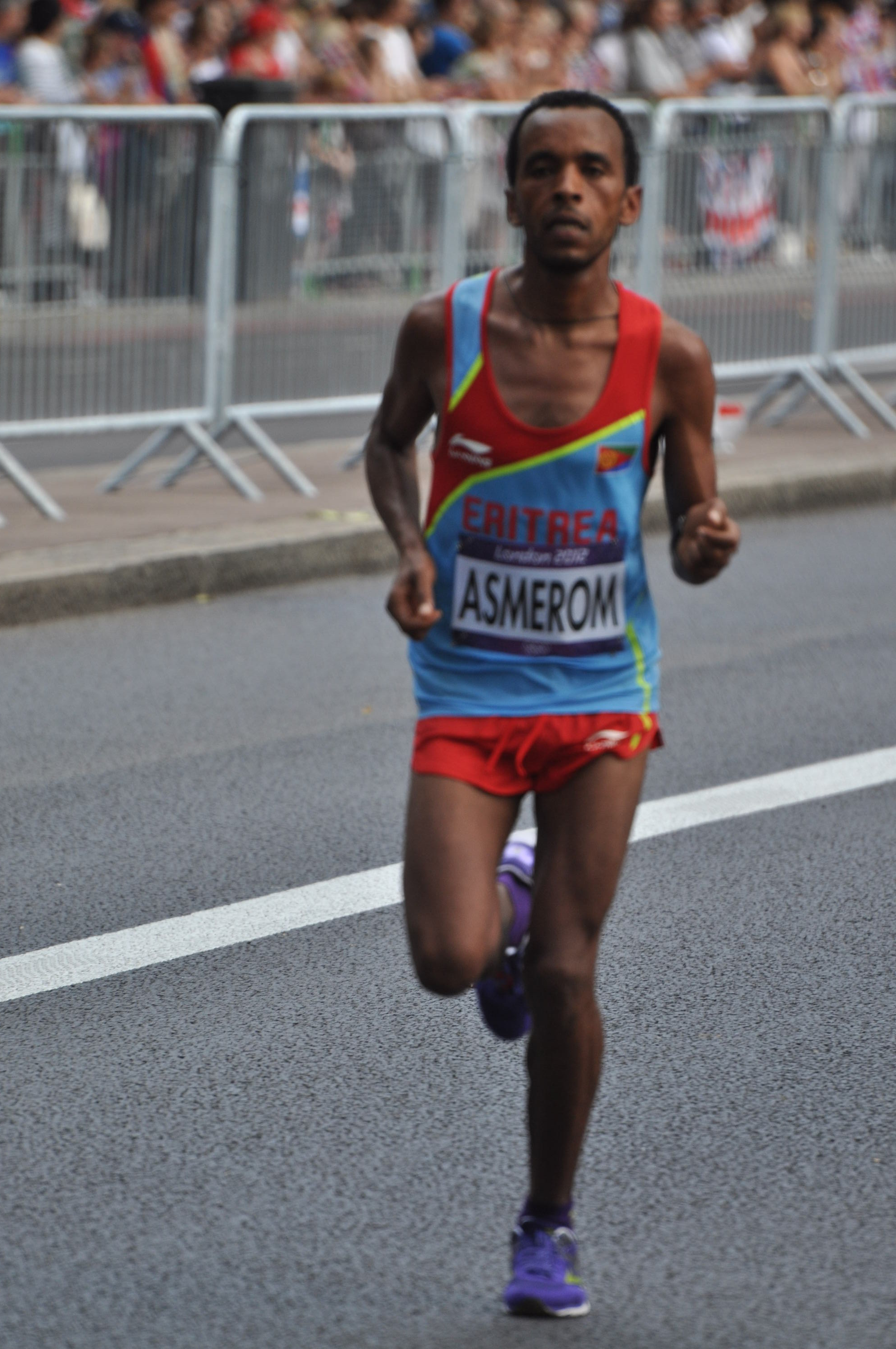
Yared Asmerom.
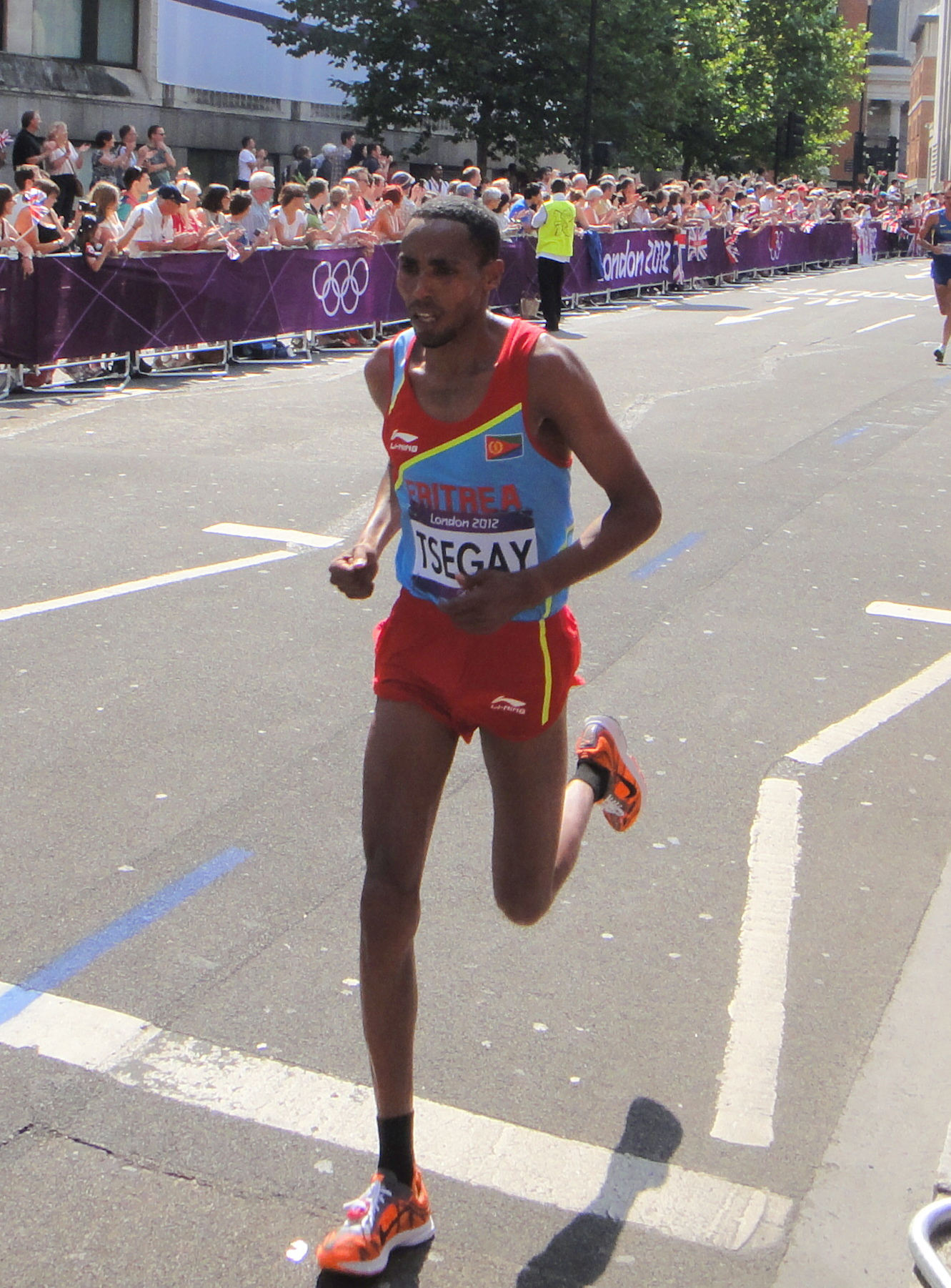
Samuel Tsegay.

Hommes
Courses
| Athlète              | Épreuve         | Séries   | Séries | Demi-finales | Demi-finales | Finale   | Finale |
| Athlète              | Épreuve         | Résultat | Rang   | Résultat     | Rang         | Résultat | Rang   |
| -------------------- | --------------- | -------- | ------ | ------------ | ------------ | -------- | ------ |
| Teklit Teweldebrhan  | 1 500 m         | 3:42.88  | 33e    | NC           | NC           | NC       | NC     |
| Amanuel Mesel        | 5 000 m         | 13:48.13 | 33e    | NC           | NC           | NC       | NC     |
| Teklemariam Medhin   | 5 000 m         | DNS      | -      | NC           | NC           | NC       | NC     |
| Teklemariam Medhin   | 10 000 m        | NC       | NC     | NC           | NC           | 27:34.76 | 7e     |
| Abrar Osman Adem     | 5 000 m         | 13:24.40 | 11e    | NC           | NC           | NC       | NC     |
| Zersenay Tadese      | 10 000 m        | NC       | NC     | NC           | NC           | 27:33.51 | 6e     |
| Nguse Tesfaldet      | 10 000 m        | NC       | NC     | NC           | NC           | 27:58.78 | 15e    |
| Yared Asmerom        | marathon        | NC       | NC     | NC           | NC           | 2h15:24  | 19e    |
| Samuel Tsegay        | marathon        | NC       | NC     | NC           | NC           | DNF      | -      |
| Weynay Ghebresilasie | 3 000 m steeple | 8:37.57  | 29e    | NC           | NC           | NC       | NC     |
| Yonas Kifle          | marathon        | NC       | NC     | NC           | NC           | 2h21:25  | 58e    |

- Yared Asmerom.
- Samuel Tsegay.

Femme
Course
| Athlète        | Épreuve  | Séries   | Séries | Demi-finales | Demi-finales | Finale   | Finale |
| Athlète        | Épreuve  | Résultat | Rang   | Résultat     | Rang         | Résultat | Rang   |
| -------------- | -------- | -------- | ------ | ------------ | ------------ | -------- | ------ |
| Rehaset Mehari | marathon | NC       | NC     | NC           | NC           | 2h35:49  | 59e    |

## Cyclisme

### Cyclisme sur route
L'Érythrée a qualifié un cycliste pour ces JO. C'est la première fois qu'un sportif du pays participe aux J.O. dans un autre sport que l'athlétisme,.
| Athlète              | Compétition            | Temps   | Rang |
| -------------------- | ---------------------- | ------- | ---- |
| Daniel Teklehaymanot | course en ligne hommes | 5:46.37 | 73e  |